# اوبرمایزلشتاین
اوبرمایزلشتاین (به آلمانی: Obermaiselstein) یک شهر در آلمان است که در ابرالاگوی واقع شده‌است. اوبرمایزلشتاین ۹۶۴ نفر جمعیت دارد.